# Lydella thompsoni
Lydella thompsoni là một loài ruồi trong họ Tachinidae.